# 劉盛之
劉盛之（1454年—？），字文郁，山西太原府代州人，軍籍，明朝政治人物。

## 生平
山西鄉試第四十六名舉人。成化十七年（1481年）中式辛丑科會試第五十二名，三甲第一百三十八名進士。

## 家族
曾祖劉才；祖父劉觶；父劉昌，大興縣縣丞。母高氏。具庆下。